# Perizonium

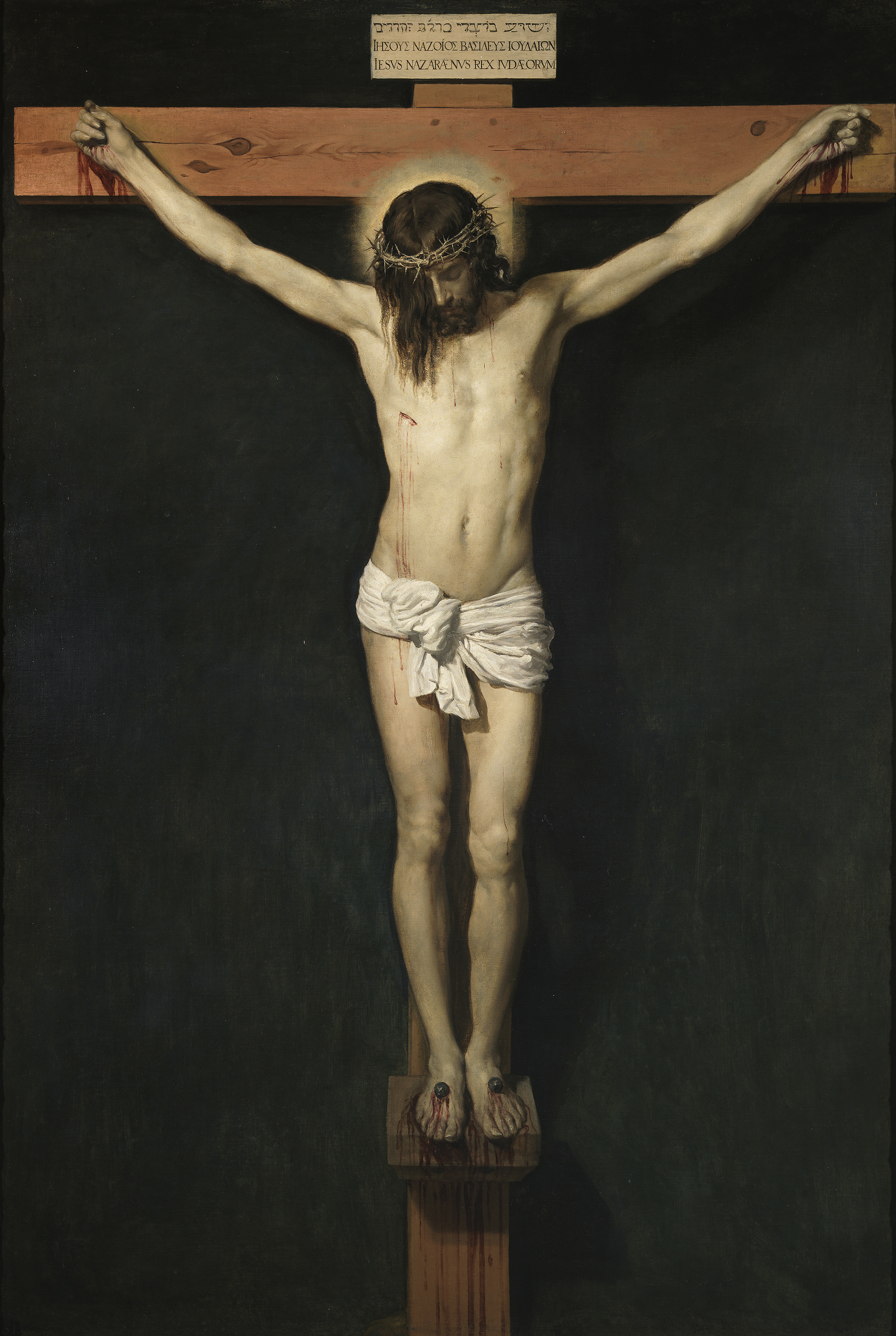
Il Cristo crocifisso di Diego Velázquez mostra Gesù che indossa un perizonium.

Il perizonium (termine latino derivato dal "perizoma" greco; da περίζωμα, peri "attorno" e zoma "cintura, fianco", in ambito cristiano è detto anche linteus, drappo della purezza o Santo panno in riferimento al suo uso figurativo per Cristo sulla croce) è un tipo di biancheria intima che era originario della civiltà minoica a Creta. Tra le più antiche raffigurazioni, esso compare già in antichi dipinti minoici, associato ad atleti e ballerine (come ad esempio nell'affresco della taurocatapsia).
Esso era composto da una o più fasce di lino avvolte attorno alla vita annodate con un vistoso noto al fianco o sul fronte, da cui pendono i capi della stoffa. Esso differisce dai contemporanei perizoma e subligaculum in quanto non è un indumento conformato, ma viene creato appunto al momento del bisogno con la stoffa necessaria.

## Ilperizoniumnei vangeli e nell'iconografia cristiana

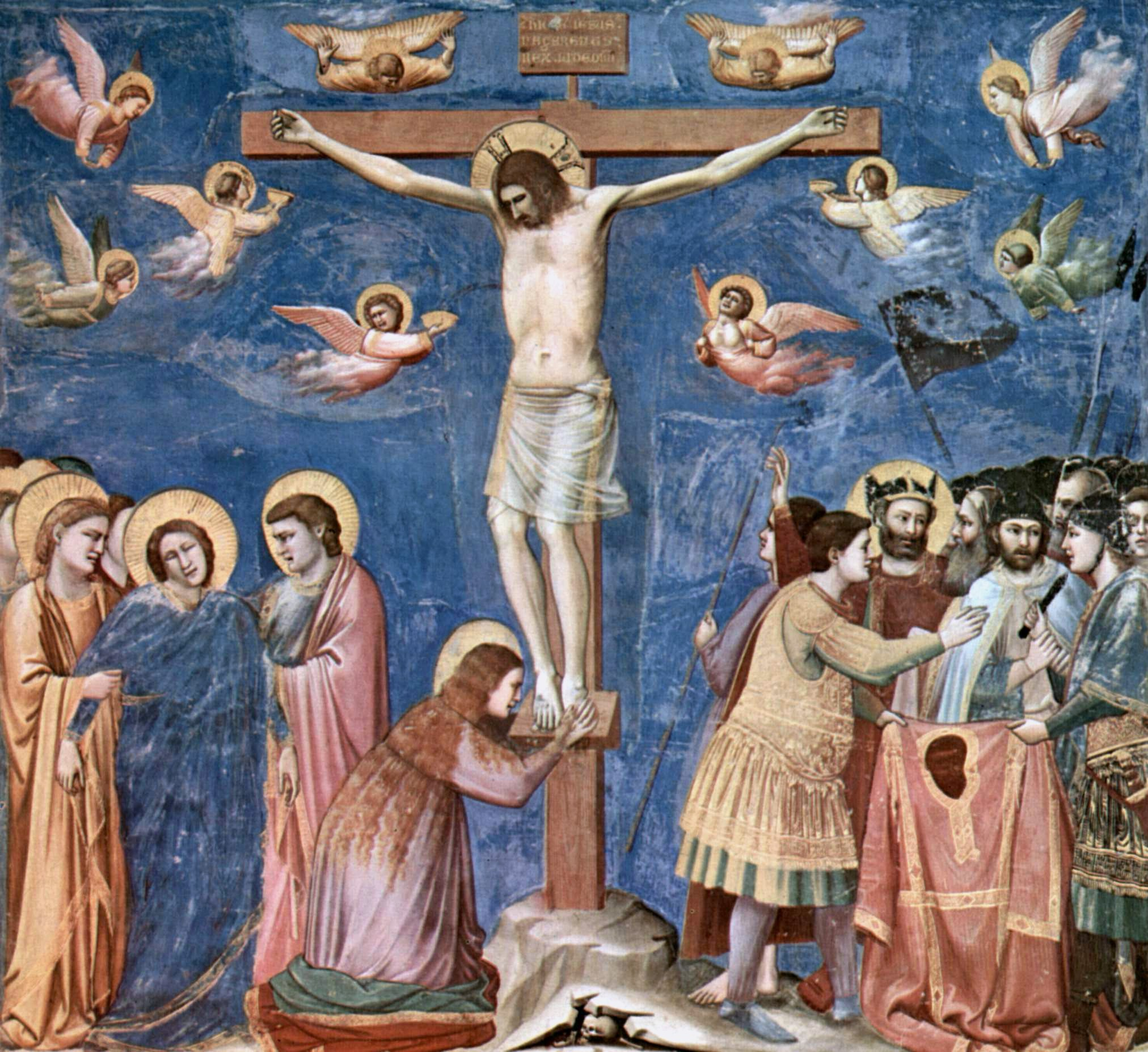
Crocifissione di Giotto con il perizonium velato senza la potentia generandi.

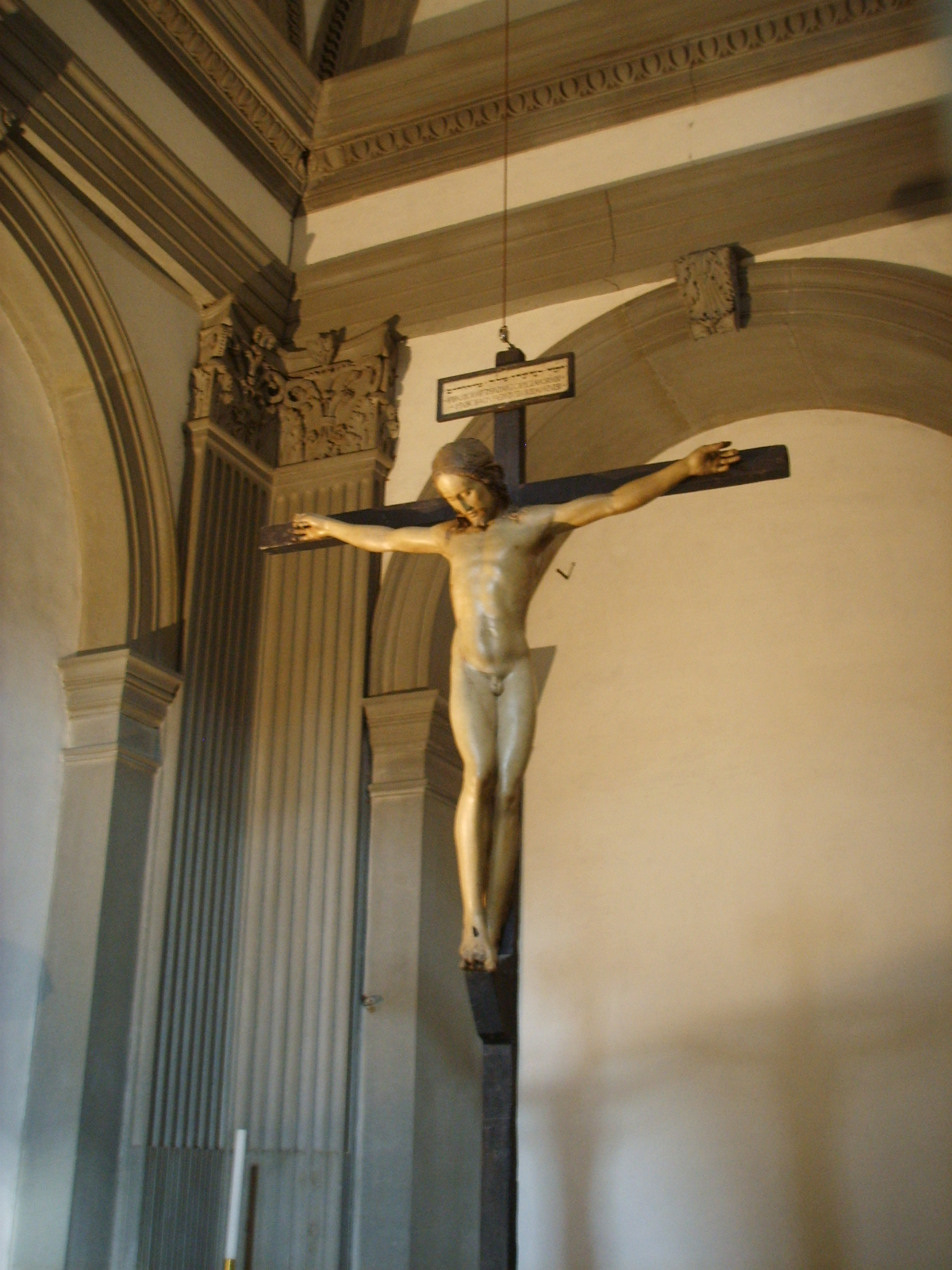
Col suo Crocifisso di Santo Spirito, Michelangelo fu uno dei rari artisti a rappresentare Gesù nudo sulla croce.

Un perizonium venne probabilmente indossato da Gesù durante la crocifissione in quanto esso è rappresentato nella maggior parte delle raffigurazioni della crocifissione, sia in pittura che in scultura. Ad ogni modo, il costume romano era quello di crocifiggere le vittime completamente nude (un'ulteriore umiliazione per il condannato, come nel caso della flagellazione), e pertanto non vi è evidenza di credere che Gesù abbia rappresentato in questo senso un'eccezione. Nei vangeli canonici non vi è traccia dell'uso del perizonium da parte di Gesù, mentre nel vangelo apocrifo di Nicodemo, composto nel IV secolo, riporta a tal proposito: «Gesù lasciò l'aula [del sinedrio] accompagnato dai due ladri. Quando furono lì, lo spogliarono dei suoi vestiti, lo cinsero con un panno e gli misero una corona di spine in testa».
Le prime raffigurazioni di un perizonium nell'ambito della raffigurazione cristiana venne adottato attorno all'VIII secolo per preservare la pudicizia della figura sacra (per questo chiamato anche drappo della purezza, con la medesima funzione della foglia di fico). In precedenza, come appare in un dipinto di origine orientale presente nella Cattedrale di Narbona, Cristo viene presentato imberbe e circondato solo da un subligaculum, il perizoma tipico degli atleti di epoca romana. Questa figura di crocifisso raffigurato quasi come un nudo ellenistico, scompare poi dall'iconografia cristiana già dal VI secolo. San Gregorio di Tours racconta nel 593 nel suo De Gloria Martyriumche che Cristo apparve tre volte in un sogno a un prete di nome Basilio, per denunciare la sua nudità in chiesa e minacciarlo di morte se non lo avesse coperto nel dipinto.
Durante il medioevo, il perizonium venne alternato nelle raffigurazioni al colobium, una lunga tunica con maniche in uso nella tradizione romana dell'epoca, dal momento che entrò nella discussione il passo evangelico di Giovanni che riporta come i soldati romani sotto la croce al Calvario si divisero la tunica di Cristo (Gv, 19, 23-24). Dall'XI secolo si imposero diversi stili di drappeggio. Verso la fine del XIII secolo, Giotto dipinse un perizonium trasparente che mostrava un Gesù senza gli attributi sessuali, riferendosi a Sant'Agostino che negava a Gesù Cristo la potentia generandi ("potenza sessuale"), ma dal XIV secolo il perizonium tornò "opaco e decente".
Pure durante il periodo rinascimentale, ad ogni modo, vi furono degli esempi in scene della Passione nelle quali il Cristo appare completamente nudo come nel caso del noto crocifisso giovanile di Michelangelo.

## La reliquia di Aquisgrana

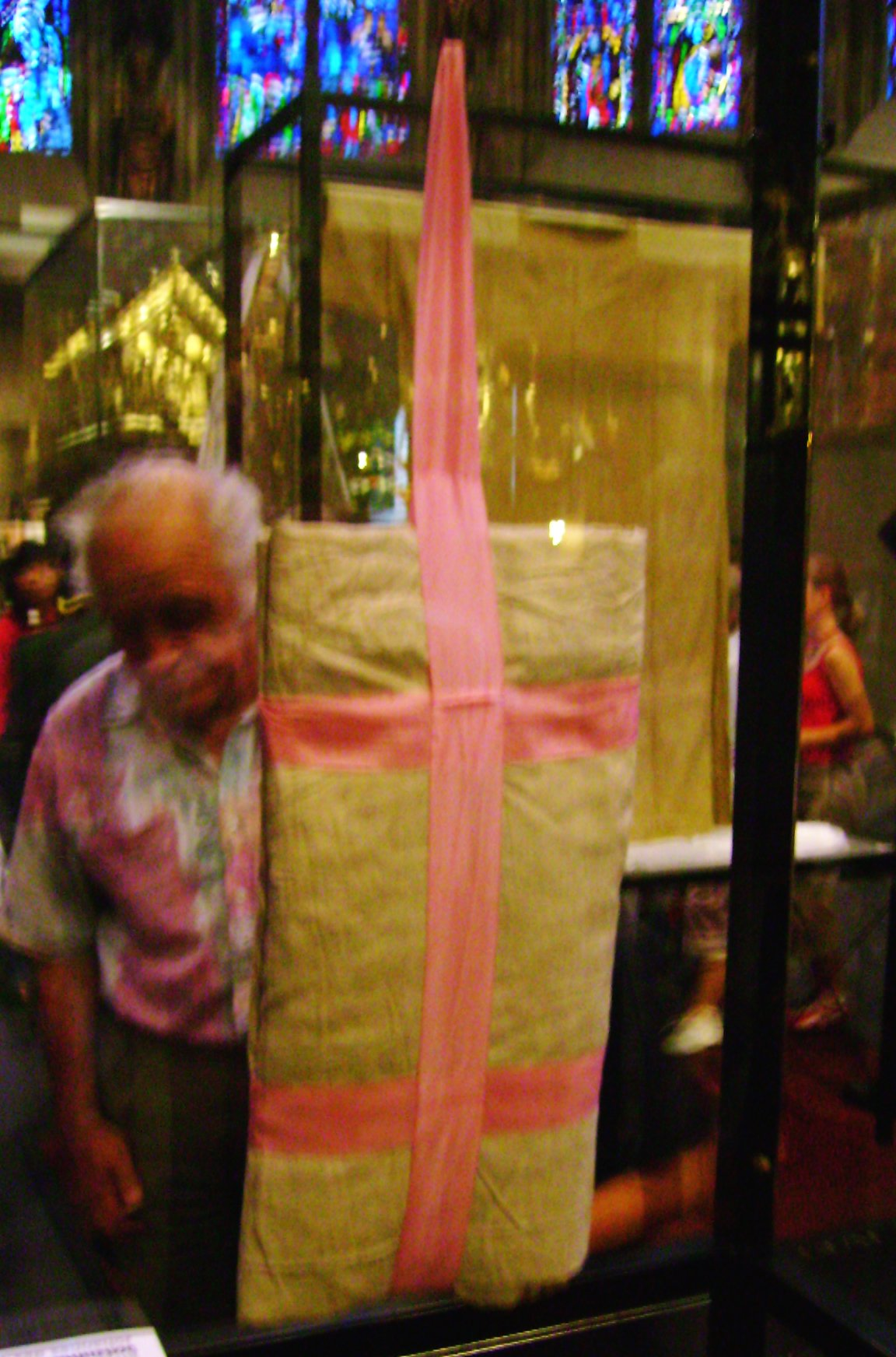
Ostensione del perizonium nella cattedrale di Aquisgrana.

La cattedrale di Aquisgrana si dice abbia la reliquia del perizonium di Gesù, preservato nel reliquiario di Marienschrein Esso vi giunse secondo la leggenda narrata nel "Pellegrinaggio di Carlomagno" quando l'imperatore franco, compiuto un viaggio in Terrasanta, passando da Costantinopoli, ricevette in dono dall'imperatore d'oriente le reliquie della Passione di Cristo ovvero la Sindone, uno dei chiodi della crocifissione, un pezzo di legno della Vera Croce ed il perizonium di Gesù oltre ad altre importanti reliquie (le fasce di Gesù bambino e la camicia della Vergine). Le reliquie vennero tutte portate insieme alla cattedrale di Aquisgrana dove alla fine rimase solo il perizonium in quanto le altre vennero trasferite da Carlo il Calvo nell'876 presso l'Abbazia di Saint-Denis e presso l'Abbazia di Saint-Corneille di Compiègne.

## Galleria d'immagini

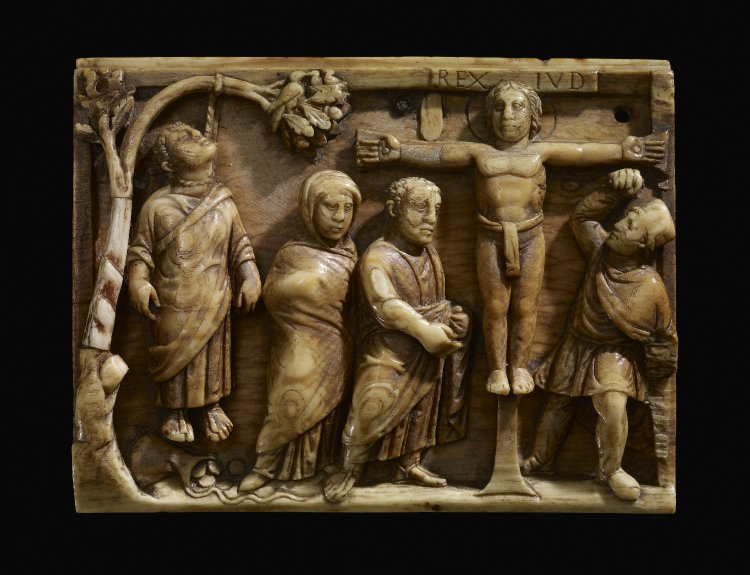
Bassorilievo in avorio (420-430 c.): Cristo con un subligaculum.
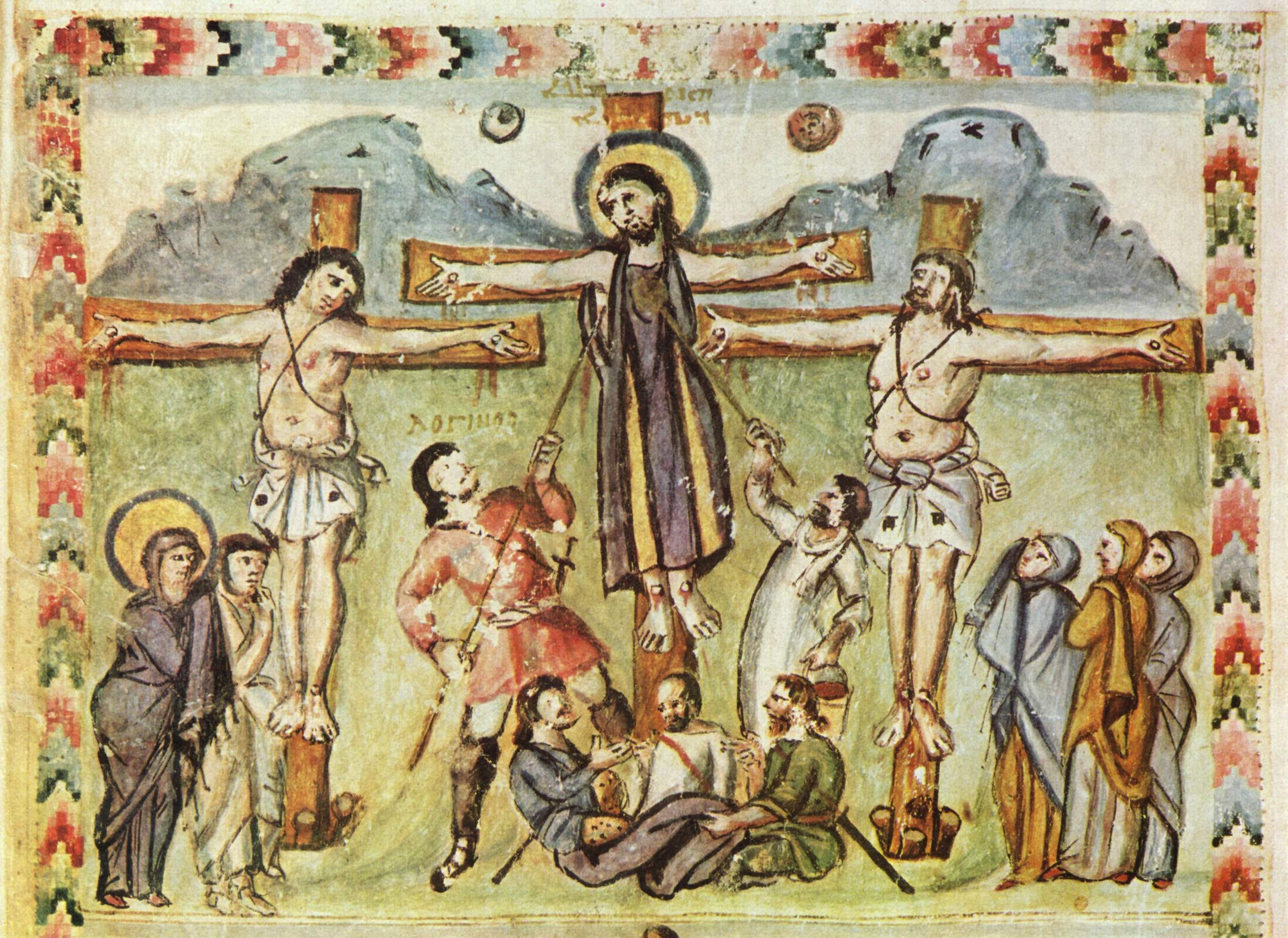
Evangelario di Rabula (VI secolo): Cristo con un colobium.
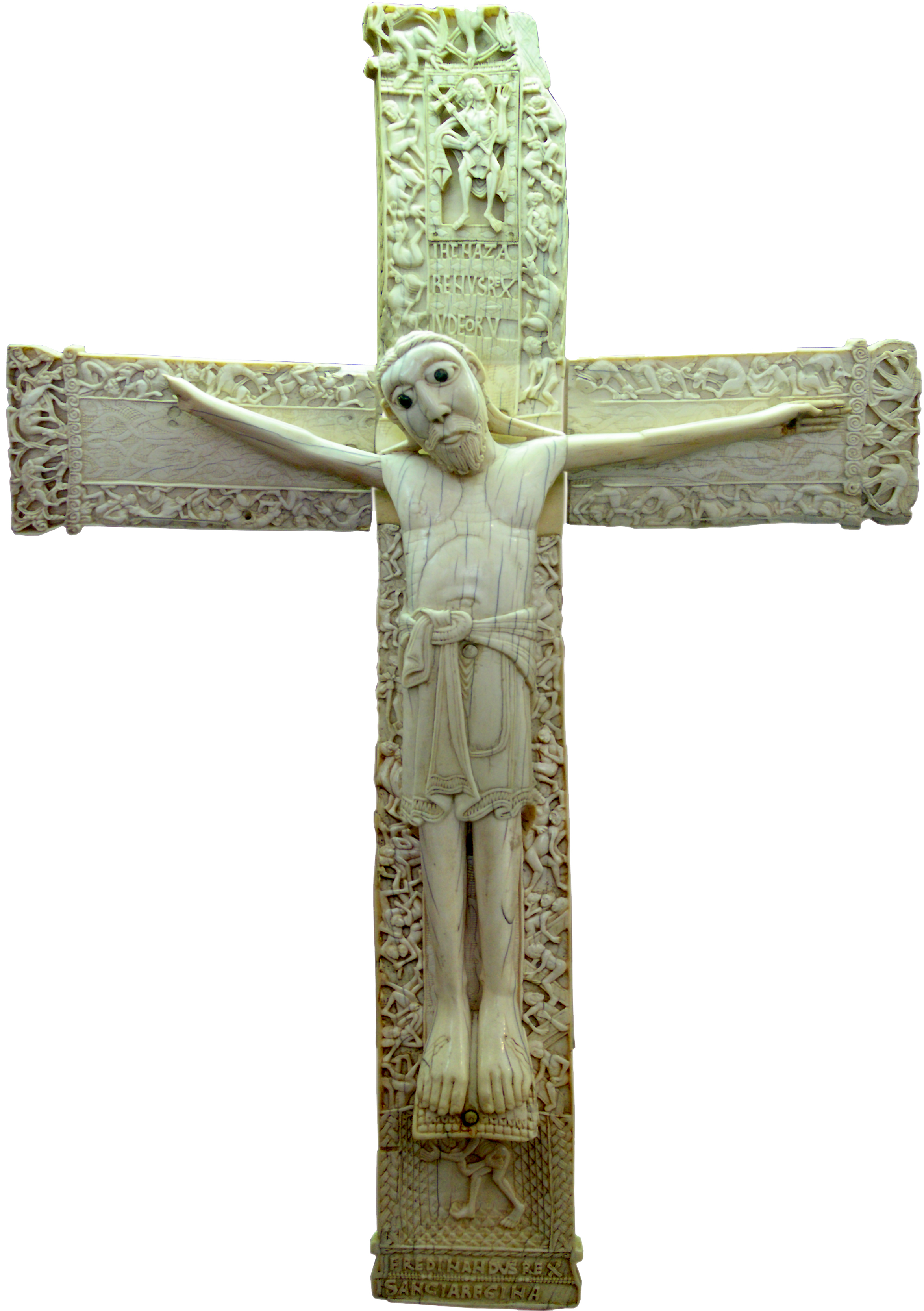
Crocifisso di don Fernando e doña Sancha (c. 1063), museo archeologico nazionale di Madrid: Cristo con un perizonium che lo copre sino alle ginocchia.
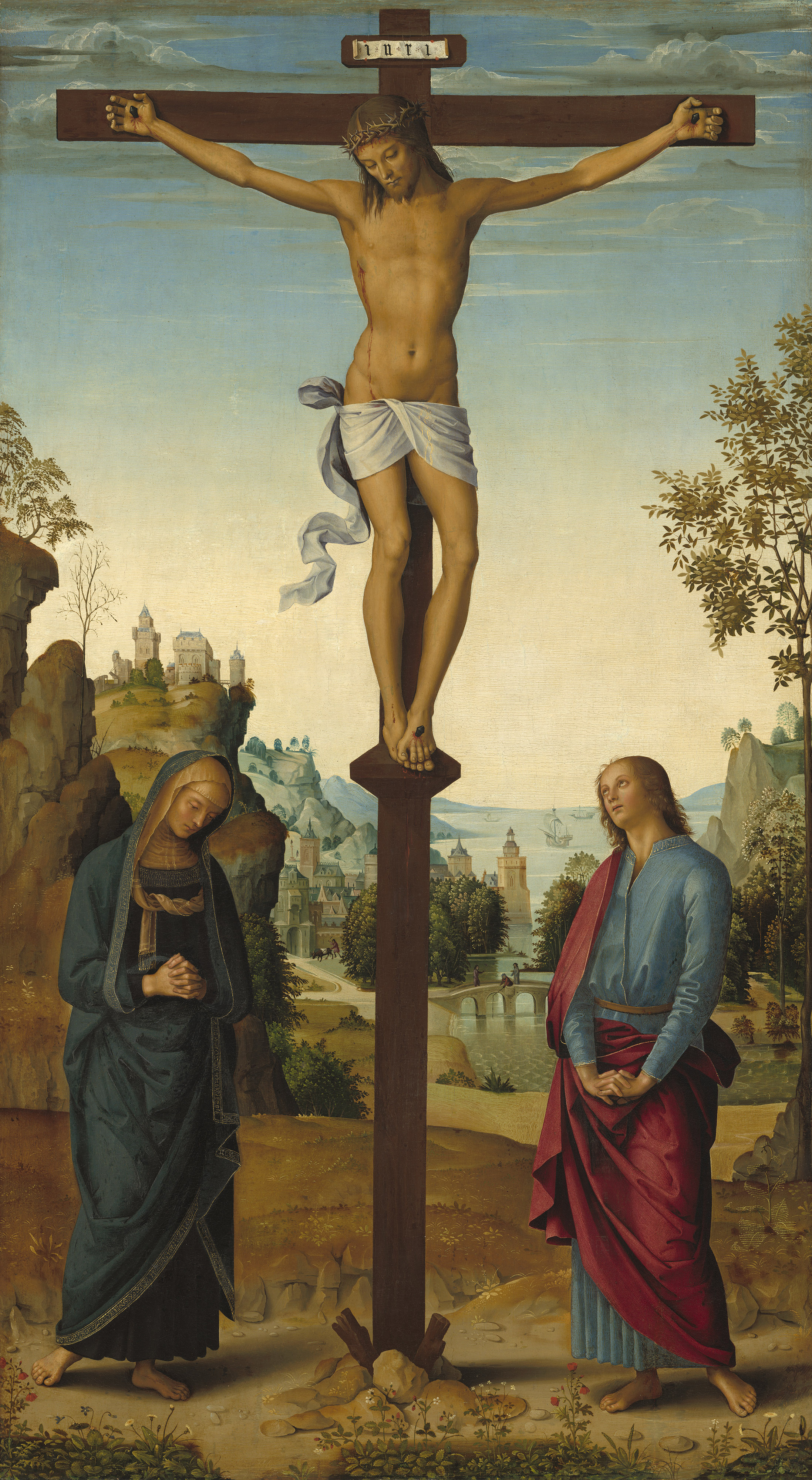
Perugino, Crocifissione (c. 1482), Washington, National Gallery of Art.
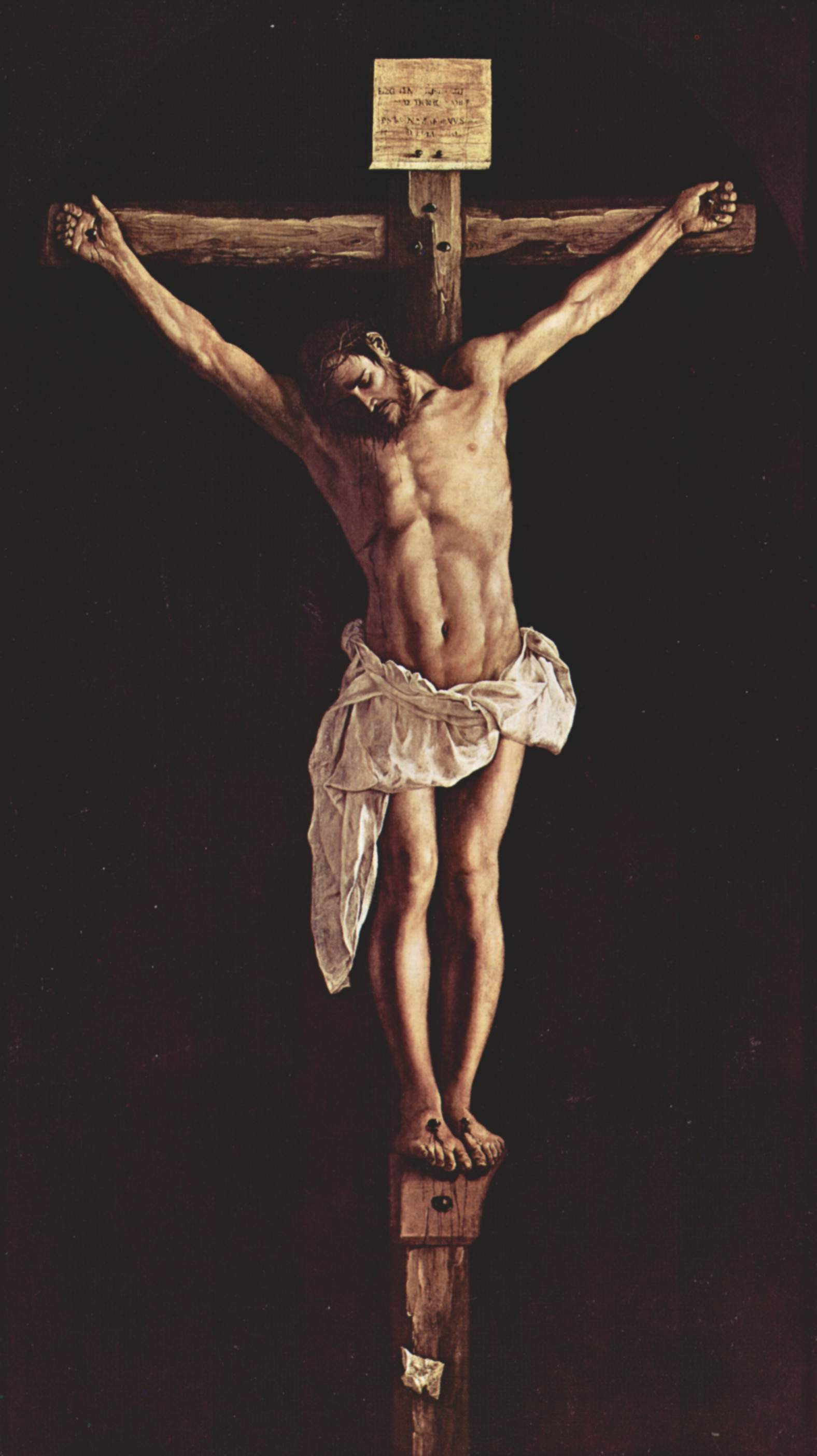
Francisco de Zurbarán, Crocifissione (1627), Art Institute of Chicago.
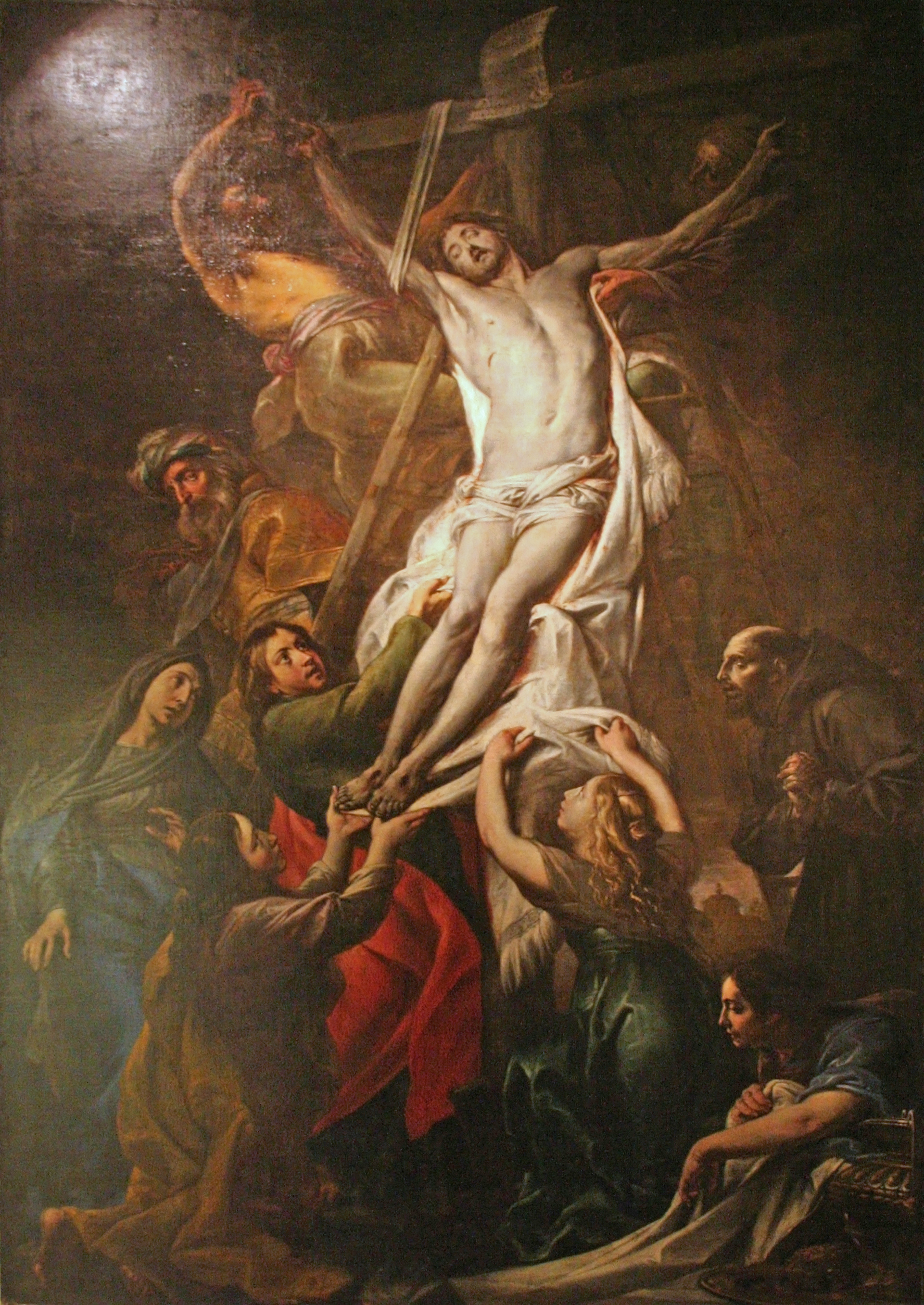
Cornelis Schut, Deposizione (c. 1630), Liegi, Grand Curtius.